# Three Rivers Stadium
Le Three Rivers Stadium était situé à Pittsburgh, Pennsylvanie. Ses locataires étaient les Pittsburgh Steelers (NFL) et les Pittsburgh Pirates (MLB). Sa capacité était de 59 000 places pour le football américain et de 47 971 pour le baseball.

## Histoire
Son coût était de 55 millions de dollars américains ; le stade accueillit le MLB All-Star Game de 1974 et de 1994. Le 11 février 2001, le Three Rivers Stadium fut démoli pour laisser place aux PNC Park et Heinz Field.

## Événements
- World Series, 1971 et 1979
- National League Championship Series, 1970, 1971, 1972, 1974, 1975, 1979, 1990, 1991 et 1992
- Match des étoiles de la Ligue majeure de baseball 1974, 23 juillet 1974
- Match des étoiles de la Ligue majeure de baseball 1994, 12 juillet 1994
- American Football Conference Championship Game, 1972, 1975, 1978, 1979, 1994, 1995 et 1997
- Backyard Brawl, 1970, 1972, 1974, 1976, 1978, 1980, 1982, 1984, 1986, 1988, 1990, 1992, 1994, 1996, 1998, et 2000

## Dimensions
- Champ gauche - 335 pieds (102,1 mètres)
- Champ centre gauche - 375 pieds (114,3 mètres)
- Champ centre - 400 pieds (121,92 mètres)
- Champ centre droit - 375 pieds (114,3 mètres)
- Champ droit - 335 pieds (102,1 mètres)
- Écran arrière - 60 pieds (18,28 mètres)

## Galerie

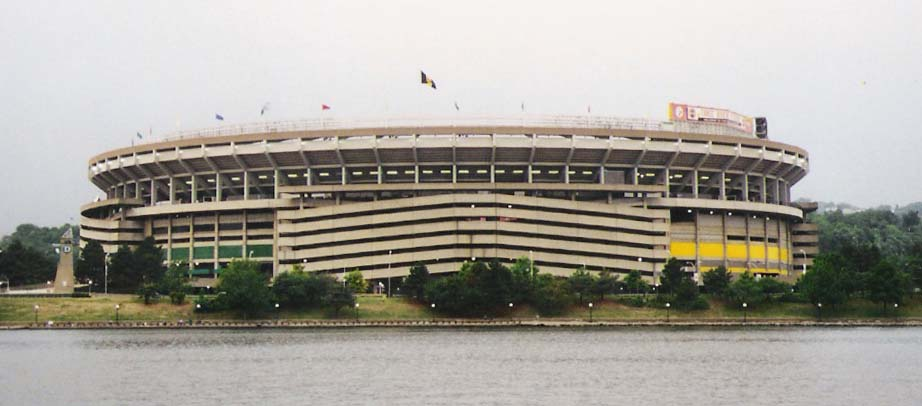
Three Rivers Stadium